# Abelsonit
Abelsonit hay porphyrin niken, là một khoáng vật của niken, cacbon, hiđrô và nitơ với công thức NiC31H32N4. Nó tạo thành các tinh thể tam tà màu tía hay nâu ánh đỏ. Các tinh thể này mềm, với độ cứng Mohs nằm trong khoảng từ 2 tới 3. Nó có tỷ trọng riêng thấp, chỉ khoảng 1,45.
Khoáng vật này lần đầu tiên được mô tả năm 1975 cho mẫu vật trong phiến sét dầu thu được từ thành hệ sông Green ở miền đông quận Uintah, bang Utah, Hoa Kỳ. Nó được đặt tên theo Philip Hauge Abelson (1913-2004), một nhà vật lý và địa hóa học hữu cơ Hoa Kỳ.